# Смерть и похороны Джимми Картера
Джимми Картер, 39-й президент США (1977—1981), 76-й губернатор Джорджии (1971—1975) и лауреат Нобелевской премии мира (2002) скончался в возрасте 100 лет 29 декабря 2024 года у себя дома в Плейнсе, штат Джорджия, после почти двух лет пребывания в хосписе. Джимми Картер стал самым долгоживущим президентом США и первым президентом США, достигшим возраста 100 лет.
Государственные похороны Джимми Картера прошли с 4 по 9 января 2025 года. Церемонии начались в Джорджии, где его останки были доставлены в Атланту и выставлены для прощания в Центре Картера. Затем 7 января гроб был перевезён в Вашингтон, где Картер лежал в Капитолии, а 9 января состоялась государственная панихида в Вашингтонском кафедральном соборе с участием почти всех живущих президентов и вице-президентов США и некоторых мировых лидеров. На следующий день Картер был похоронен у себя дома в своём родном городе Плейнс, рядом с супругой Розалин.

## Предыстория
В феврале 2023 года, после серии кратковременных госпитализаций, 39-й президент США Джимми Картер принял решение отказаться от дальнейшего медицинского вмешательства и перейти на паллиативный уход на дому в городе Плейнс, штат Джорджия. Об этом сообщил Центр Картера в официальном заявлении, отметив, что Картер намерен провести оставшееся время в кругу семьи, получая хосписную помощь вместо дополнительного лечения.
Ранее, в августе 2015 года, у Картера был диагностирован метастатический меланома, распространившаяся на мозг и печень. После курса лечения, включая иммунотерапию, он находился в ремиссии. Однако с возрастом его здоровье постепенно ухудшалось, что в конечном итоге привело к решению о переходе на паллиативный уход.
В конце августа 2023 года внук Джимми Картера, Джейсон Картер, рассказал о состоянии здоровья своего деда, отметив, что тот «переживает заключительную главу своей жизни». В середине сентября Джейсон добавил, что и Джимми Картер, и его супруга, бывшая первая леди Розалин Картер, «подходят к финалу», хотя оба в то время были достаточно бодры, чтобы 23 сентября совершить автомобильную прогулку по территории фестиваля арахиса в Плейнсе.
Несмотря на прогнозы, предполагающие, что пациенты в хосписе обычно живут не более шести месяцев, Картер прожил почти два года под паллиативным уходом. В октябре 2024 года он отметил своё 100-летие, став первым президентом США, достигшим такого возраста.
17 ноября 2023 года было объявлено, что Розалин Картер также будет переведена на паллиативный уход. Спустя два дня она скончалась в возрасте 96 лет, прожив в браке 77 лет, что стало самым продолжительным президентским браком в истории США, после кратковременного пребывания в хосписе. Картер присутствовал на её похоронах, несмотря на хрупкое состояние здоровья.
В течение последнего года жизни Картер оставался в сознании и поддерживал связь с семьёй и близкими. Его внук, Джейсон Картер, отмечал, что, несмотря на физические ограничения, бывший президент сохранял ясность ума и интерес к происходящему.
Последний раз Картер появился на публике 1 октября 2024 года, в день своего 100-летия, когда он наблюдал с места за пролётом военной авиации в его честь.
Картер оставался самым давно покинувшим пост живым президентом в течение 18 лет, начиная с момента смерти Джеральда Форда в 2006 году. В сентябре 2012 года он превзошёл Герберта Гувера по длительности жизни после президентства. А 22 марта 2019 года стал самым долгоживущим президентом в истории США, превысив возраст Джорджа Буша-старшего, который умер в возрасте 94 лет и 171 дня. Оба были рождены в 1924 году. В интервью журналу People в 2019 году Картер признался, что не ожидал дожить до столь преклонного возраста и назвал прочный брак главным секретом долголетия.
Картер скончался 29 декабря 2024 года в возрасте 100 лет в своём доме в Плейнсе, окружённый семьёй. Он стал самым долгоживущим президентом в истории США. По словам его сына, Джеймса Картер III, он ушёл из жизни около 15:45 по восточному времени (EST).

## Реакция

### Внутренняя реакция
Президент США Джо Байден заявил, что «Америка и весь мир потеряли выдающегося лидера, государственного деятеля и гуманиста». Он подчеркнул, что Картер был «замечательным лидером», чья жизнь служила примером сострадания и моральной ясности. Байден также объявил 9 января 2025 года Национальным днём траура и распорядился приспустить флаги на 30 дней в знак уважения к памяти Картера.
Бывшие президенты США также отдали дань уважения Картеру. Барак Обама, Билл Клинтон и Джордж Буш-младший отметили его преданность служению и гуманитарную деятельность. Избранный президент Дональд Трамп, несмотря на политические разногласия, признал усилия Картера по улучшению жизни американцев.
Сенатор Берни Сандерс, за которого Картер голосовал на праймериз Демократической партии в 2016 году, заявил, что Картер будет «помниться как порядочный, честный и приземлённый человек».
В штате Джорджия, родном для Картера, его смерть была отмечена губернатором Брайаном Кемпом, бывшей сенатором Келли Леффлер и другими представителями обеих партий. Авиакомпания Delta Air Lines, базирующаяся в Атланте, также выразила соболезнования, отметив его жизненный путь.

### Международная реакция
Мировые лидеры выразили соболезнования в связи с кончиной Картера. Президент Франции Эмманюэль Макрон, канцлер Германии Олаф Шольц, премьер-министр Великобритании Кир Стармер, премьер-министр Канады Джастин Трюдо, президент Украины Владимир Зеленский, премьер-министр Индии Нарендра Моди, Председатель Китайской Народной Республики Си Цзиньпин, премьер-министр Японии Сигэру Исиба, премьер-министр Венгрии Виктор Орбан, президент Бразилии Луис Инасиу Лула да Силва, Король Великобритании, Северной Ирландии и Королевств Содружества Карл III и другие отметили его вклад в укрепление мира и прав человека.
Папа римский Франциск выразил соболезнования, подчеркнув гуманитарную деятельность Картера. Генеральный секретарь ООН Антониу Гутерриш отметил его усилия по продвижению демократии и прав человека. 30 декабря 2024 года в Совете Безопасности ООН была проведена минута молчания в его честь.
В Иране государственное телевидение охарактеризовало Картера как «архитектора экономических санкций» и отметило его «неудачи» в отношениях с Ираном.

## Начальные мероприятия

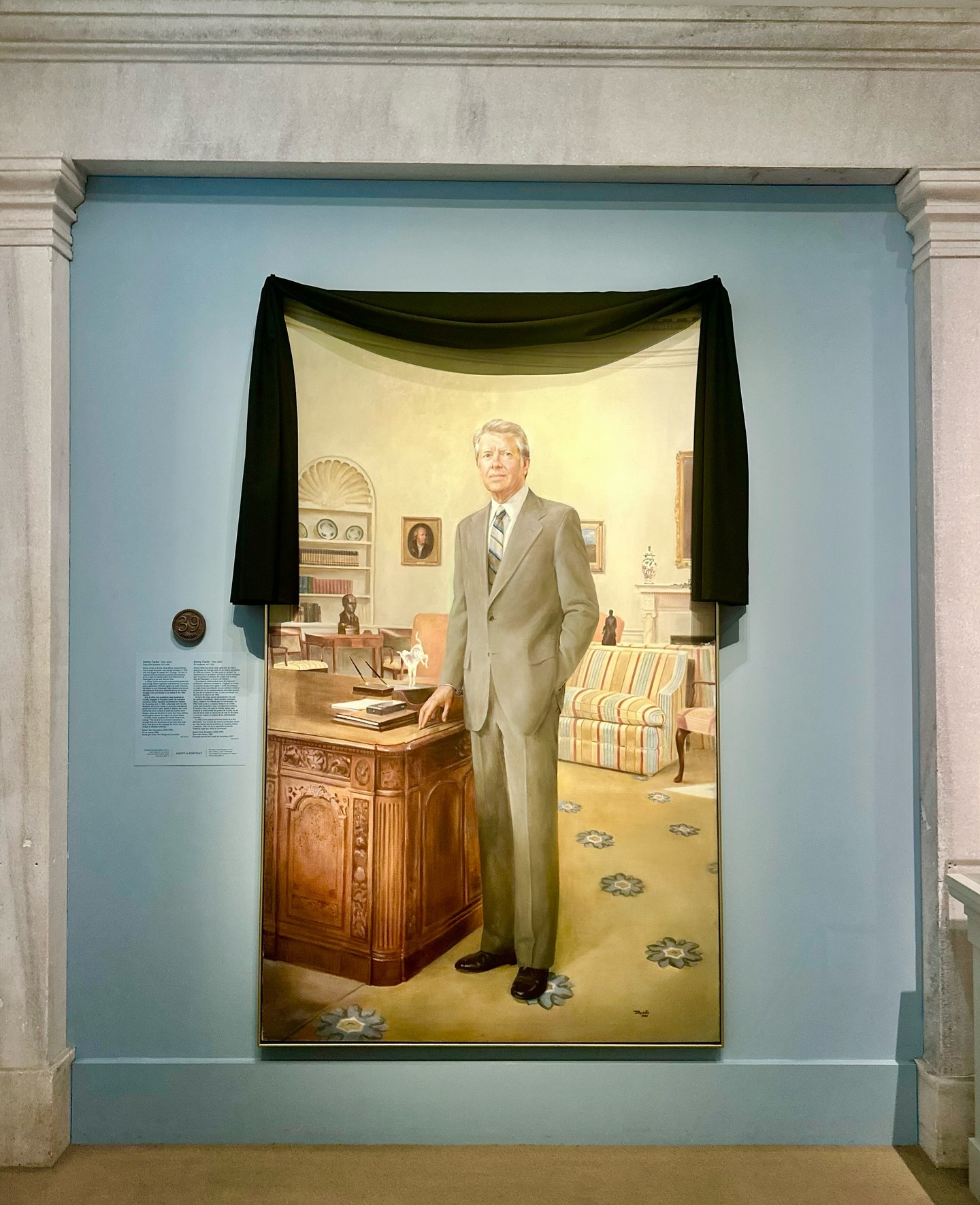
Портрет Джимми Картера в Национальной галерее США в траурной рамке, 31 декабря 2024 года

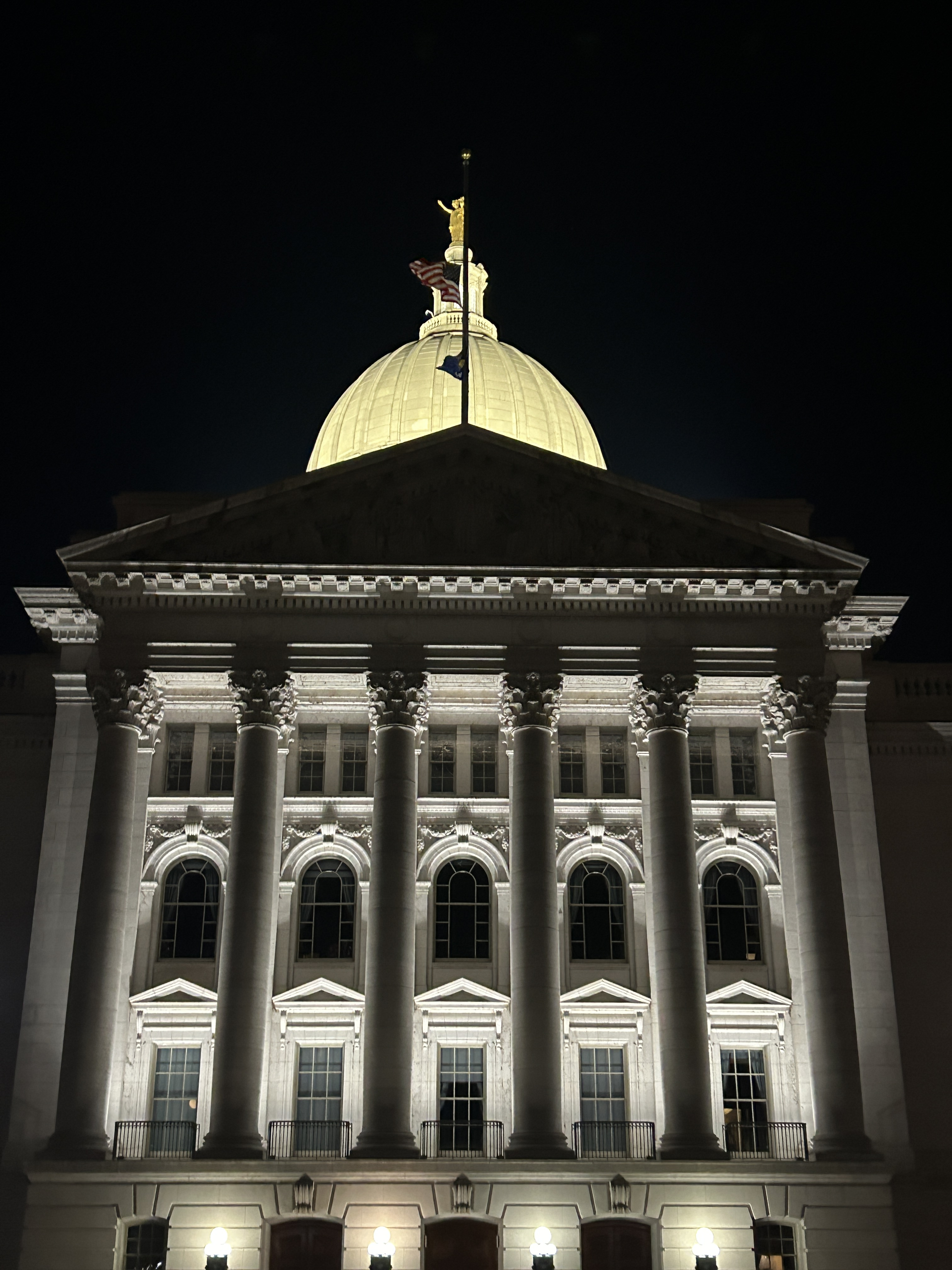
Приспущенный флаг США у Капитолия штата Висконсин во время 30-дневного траура по Джимми Картеру, 26 января 2025 года

### Национальный траур
После смерти бывшего президента США Джимми Картера 29 декабря 2024 года президент Джо Байден распорядился приспустить все государственные флаги на территории страны на 30 дней, до 28 января 2025 года, в соответствии с федеральным законодательством. Кроме того, он объявил 9 января 2025 года Национальным днём траура, совпадающим с датой государственных похорон Картера.
Несмотря на указ президента, 14 января 2025 года спикер Палаты представителей Майк Джонсон заявил, что флаги у здания Капитолия будут подняты на полную высоту 20 января, в день инаугурации 47-го президента Дональда Трампа, чтобы отметить единство страны в этот день. На следующий день флаги были вновь приспущены, чтобы продолжить 30-дневный период траура по Картеру.
Вслед за федеральным распоряжением, губернаторы штатов издали соответствующие указы о приспущении флагов в своих регионах. Некоторые штаты также последовали примеру спикера Джонсона, подняв флаги на полную высоту в день инаугурации.
В знак уважения к памяти Картера, траурные чёрные драпировки были размещены на его портретах в учреждениях Смитсоновского института, Белом доме, Капитолии штата Джорджия, Национальном историческом парке Джимми Картера и других официальных местах.

### Артиллерийские салюты и военные церемонии
30 декабря 2024 года, в соответствии с военными протоколами, на военных базах США и кораблях, находящихся в море, производились артиллерийские залпы каждые 30 минут с восхода до заката в честь памяти бывшего президента Картера.

### Молитвенные службы и религиозные заявления
В церкви Мараната в Плейнсе, штат Джорджия, где Картер был членом общины, 30 декабря состоялась молитвенная служба в его память. 31 декабря капеллан Палаты представителей, контр-адмирал Маргарет Киббен, провела молитву за Картера в зале заседаний. Первая баптистская церковь Вашингтона, округ Колумбия, где Картер преподавал воскресную школу во время своего президентства, объявила о планах проведения молитвенной службы в его честь.
Совет епископов Объединённой методистской церкви принял резолюцию, в которой отметил Картера как «преданного христианина, воплощавшего учения Иисуса». От имени Папы Римского Франциска, государственный секретарь Ватикана кардинал Пьетро Паролин выразил соболезнования, отметив «твёрдую приверженность Картера делу мира и примирения, вдохновлённую глубокой христианской верой».

## Поминальная служба и государственные похороны

### Этап первый: Президентский центр Картера
Утром 4 января 2025 года останки Джимми Картера были перевезены кортежем из медицинского центра Фиби Самтер в Америкус, штат Джорджия, в Атланту. Кортеж проследовал через Национальный исторический парк Джимми Картера в Плейнсе, сделав остановку у дома, который Картер и его жена Розалин построили и в котором проживали с 1962 года. Затем кортеж направился к его детскому дому в Арчери, где сотрудники Службы национальных парков отдали ему честь, а колокол на ферме прозвонил 39 раз в знак того, что он был 39-м президентом США. После этого кортеж прибыл в Атланту, где в Капитолии штата Джорджия была отдана дань уважения его службе в качестве губернатора штата. Церемония включала салют от Патруля штата Джорджия и минуту молчания, которую возглавили губернатор Брайан Кемп, вице-губернатор Берт Джонс, мэр Атланты Андре Диккенс и члены Генеральной ассамблеи Джорджии.
Останки Картера были доставлены в Центр Картера, где его гроб был торжественно принят военными носильщиками. Церемония включала исполнение «Боевого гимна Республики» хором колледжа Морхаус и выступления сына Картера Чипа и внука Джейсона. Также губернатор, мэр, генеральный директор Центра Картера и директор библиотеки совместно возложили два венка. С 4 по 7 января Картер находился в Центре Картера для прощания.

### Этап второй: Вашингтон

#### Возвращение в Вашингтон и похоронная процессия

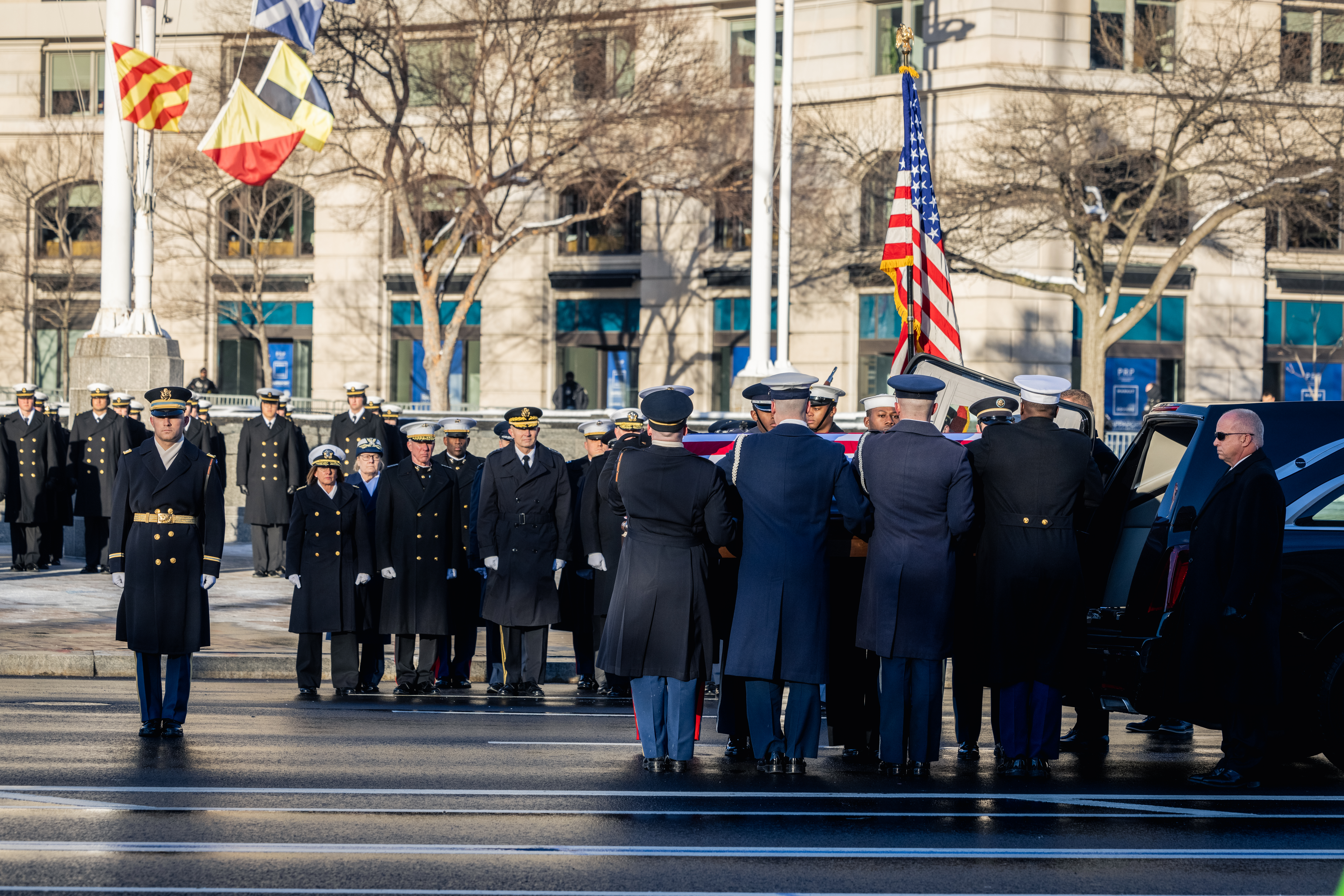
Военнослужащие США из Объединенной группы по выносу гроба несут гроб Джимми Картера во время государственной похоронной процессии в Вашингтоне, округ Колумбия, 7 января 2025 года

7 января останки Картера были перевезены из Центра Картера на авиабазу Доббинс в Мариетте, а затем доставлены на авиабазу Эндрюс в Мэриленде. Перевозка осуществлялась на борту VC-25 с бортовым номером 29000 ВВС США под позывным «Special Air Mission 39». По прибытии был произведен 21-залповый салют, и прозвучала мелодия «Hail to the Chief».
Затем останки были доставлены к Мемориалу ВМС США, где гроб был перенесен на повозку, запряженную лошадьми, для похоронной процессии к Капитолию США по маршруту, частично совпадающему с маршрутом инаугурационного парада Картера в 1977 году. Место передачи отдавало дань уважения Картеру как единственному выпускнику Военно-морской академии США, ставшему главнокомандующим.

#### Мероприятия на Капитолийском холме
По прибытии в Капитолий был произведен еще один 21-залповый салют батареей президентского салюта. Члены почетного караула внесли покрытый флагом гроб по ступеням Капитолия в ротонду. Внутри квинтет духовых инструментов Армии США исполнил музыку, включая «Bridge over Troubled Water» Саймона и Гарфанкела. На службе присутствовали вице-президент Камала Харрис, члены Конгресса, Верховного суда, губернаторы, мэр Вашингтона Мюриел Баузер, члены Кабинета, дипломатического корпуса и Объединенного комитета начальников штабов.
Открывающую молитву произнес капеллан Сената США Бэрри С. Блэк. Вице-президент Харрис, лидер большинства в Сенате Джон Тьюн и спикер Палаты представителей Майк Джонсон произнесли надгробные речи. Лидер меньшинства в Сенате Чак Шумер и лидер меньшинства в Палате представителей Хаким Джеффрис присоединились к возложению венков от каждой палаты Конгресса. Вице-президент Харрис и второй джентльмен Дуг Эмхофф также возложили венок. Заключительную молитву произнесла капеллан Палаты представителей Маргарет Г. Киббен. Хор Военно-морской академии исполнил «My Country, 'Tis of Thee» и «Eternal Father, Strong to Save» (гимн ВМС). Картер находился в состоянии покоя в ротонде Капитолия на катафалке Линкольна с 7 по 9 января.

#### Государственная похоронная служба в Вашингтонском кафедральном соборе

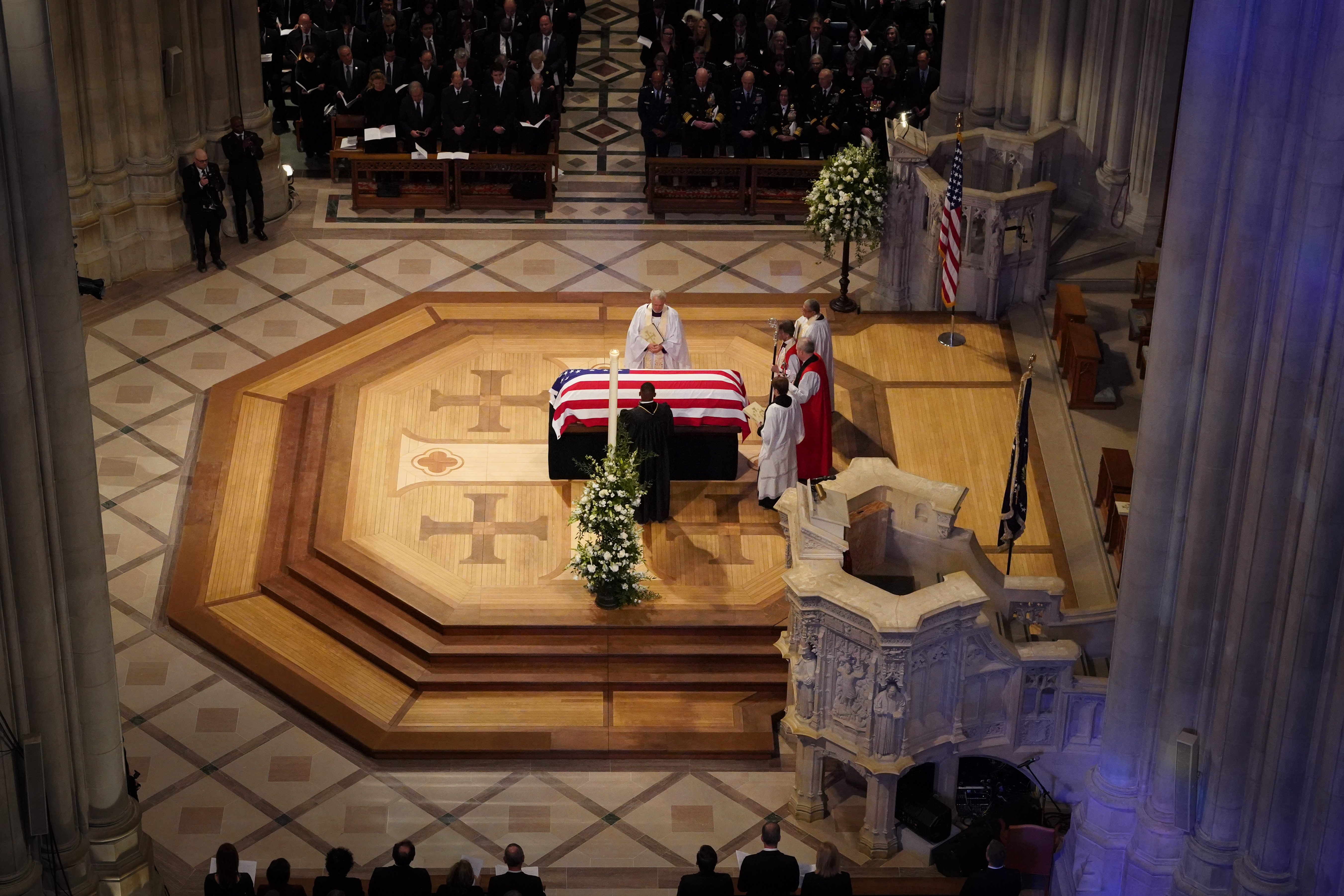
Священнослужители различных конфессий совершают отпевание Джимми Картера во время траурной церемонии в его честь в Вашингтонском кафедральном соборе, 9 января 2025 года

9 января 2025 года в Вашингтонском кафедральном соборе состоялась государственная похоронная служба, которую возглавили председательствующий епископ Епископальной церкви Шон Роу, епископ Вашингтона Марианн Бадди и настоятель собора Рэндольф Холлерит.
Президент Байден произнес надгробную речь. Внуки Картера, Джошуа и Джейсон, прочитали отрывки, а вступительную проповедь произнес преподобный Эндрю Янг, лидер движения за гражданские права и бывший Постоянный представитель США при ООН. Внук Картера, Джеймс Картер IV, также процитировал Евангелие от Матфея 5:1-16. Надгробные речи произнесли Джейсон и Джошуа Картер; Стивен Форд от имени своего отца, Джеральда Форда, предшественника Картера на посту президента и соперника на выборах 1976 года; Тед Мондейл от имени своего отца, Уолтера Мондейла, вице-президента Картера; Стюарт Э. Эйзенштат, директор по вопросам кампании Картера 1970 года, главный советник по внутренней политике во время его президентства и бывший посол США в ЕС; и преподобный Янг. Личный пастор Картера, Тони Лоуден, также произнес пастырскую молитву. Музыкальное сопровождение обеспечивали Хор вооруженных сил, Хор Национального собора, Оркестр Береговой охраны США и Морской оркестр США.
Перед началом службы были исполнены музыкальные произведения: «God of Our Fathers», «Abide with Me», «America the Beautiful», «My Shepherd Will Supply My Need», «Thou Gracious God, Whose Mercy Lends», «Be Still, My Soul» и «Come, Thou Almighty King». Во время службы прозвучали «The Road Home» в исполнении Хора Национального собора, «Amazing Grace» в исполнении Филлис Адамс и Лелии Болден из Song Rise to Thee. Гарт Брукс и Триша Йеарвуд исполнили «Imagine» Джона Леннона, а Морской оркестр США и Хор вооруженных сил исполнили «Eternal Father, Strong to Save». Прощальным гимном было «All Hail the Power of Jesus' Name». На церемонии присутствовали все пять живущих президентов США, а также все живущие первые леди, за исключением Мишель Обамы. Также присутствовали вице-президент Камала Харрис, второй джентльмен Дуг Эмхофф и бывшие вице-президенты Дэн Куэйл, Эл Гор, Майк Пенс, а также избранный вице-президент Джей Ди Вэнс.

### Этап третий: Службы в Плейнсе, Джорджия
После похорон в Вашингтоне, округ Колумбия, останки Картера были доставлены кортежем на авиабазу Эндрюс и перевезены военным самолетом под тем же позывным на армейский аэродром Лоусон на базе Форт Мур в Колумбусе, штат Джорджия. По прибытии в Джорджию останки Картера были доставлены кортежем в баптистскую церковь Маранафа в его родном городе Плейнс для частной похоронной службы с участием семьи и близких друзей.
Многочисленные военнослужащие встретили гроб, а перед его извлечением из катафалка был проведен пролет 21 самолета в формации "пропавший челове"к в знак признания его службы в ВМС. 282-й армейский оркестр из Форт-Джексона, Южная Каролина, также исполнил «Hail to the Chief» («Слава командующему»), а также гимны «It Is Well with My Soul» («С душой моей всё хорошо») и «Old Rugged Cross» («Старый грубый крест»).
Когда гроб внесли в церковь, органист исполнил гимн «God of Our Fathers» («Бог наших отцов»). Службу открыл пастор церкви Эшли Гутас. Церемонию вел пастор Тони Лоуден, который произнёс речь, после чего община исполнила гимн «Blest Be the Tie that Binds» («Благословенна узы любви»).
Во время службы хор ВМС США — Sea Chanters — исполнил хоровую музыку, в том числе «America the Beautiful» («Прекрасна Америка») и «Eternal Father, Strong to Save» («Вечный Отец, крепкий, спаси» — гимн ВМС), а также сольную версию «Let There Be Peace on Earth» («Да будет мир на земле») в исполнении Джоанны Мэддокс в сопровождении Стэн Уитмайра.
После ещё одного исполнения «Hail to the Chief» прозвучали «It Is Well with My Soul» и «Old Rugged Cross» вновь, когда гроб выносили из церкви.
Останки Картера были доставлены в финальной процессии через город Плейнс к его дому для частного захоронения. Оркестр Центра манёврового мастерства Форт-Мур исполнил «The Star-Spangled Banner» («Знамя, усыпанное звёздами» — гимн США), «Rock of Ages» («Скала веков») и «Eternal Father, Strong to Save».
После этого был произведён 21-залповый салют, и прозвучала «Taps» (траурный сигнал) в исполнении одиночного трубача. Согласно военному уставу, на всех базах Армии США, имеющих артиллерию, официальное завершение государственных похорон отмечается «Салютом Союзу» — 50 последовательными выстрелами из артиллерийских орудий после получения уведомления о завершении погребения.

## Список высокопоставленных лиц присутствующих на похоронах

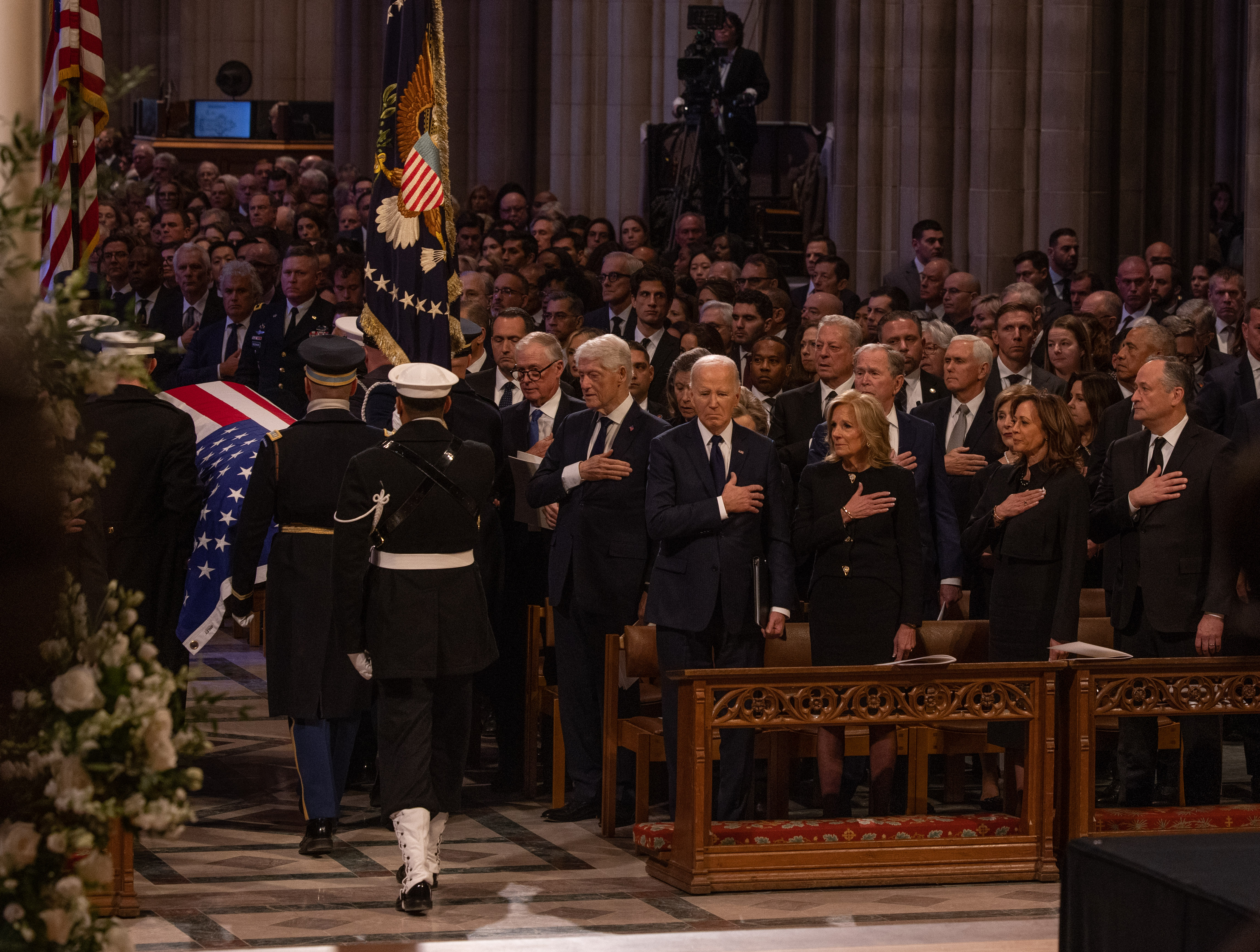
Военнослужащие США из Объединённой группы по выносу гроба несут гроб президента Джимми Картера в Вашингтонском национальном соборе во время государственной траурной церемонии в Вашингтоне, округ Колумбия. Справа стоят бывшие и действующие высокопоставленные руководители США: Дэн Куэйл, Билл Клинтон, Джо Байден, Джилл Байден, Альберт Гор, Джордж Буш — младший, Барак Обама, Майк Пенс, Камала Харрис и Даг Эмхофф, 9 января 2025 года

### Семья Картера
- Джон Уильям «Джек» Картер — сын бывшего президента.
- Доннел Джеффри «Джефф» Картер — сын бывшего президента.
- Джеймс Эрл «Чип» Картер III — сын бывшего президента.
  - Джейсон Картер — внук бывшего президента.
- Эми Картер — дочь бывшего президента.

### Представители США
- Джо и Джилл Байден — президент и первая леди США[93].
- Дональд и Мелания Трамп — избранный президент и бывший президент США, бывшая и будущая первая леди[94].
- Барак Обама — бывший президент США[95].
- Джордж У. и Лора Буш — бывший президент и первая леди США[96].
- Билл и Хиллари Клинтон — бывший президент США и бывший государственный секретарь США[97].
- Камала Харрис и Даг Эмхофф — вице-президент и второй джентльмен США[98].
- Джей Ди и Уша Вэнс — сенатор от Огайо и избранный вице-президент США, будущая вторая леди[99].
- Майк и Карен Пенс — бывший вице-президент и бывшая вторая леди США[100].
- Альберт Гор — бывший вице-президент США[101].
- Дэн и Мэрилин Куэйл — бывший вице-президент и бывшая вторая леди США[102].
- Джон Керри — бывший государственный секретарь США[103].
- Джефф Зинтс — глава администрации Байдена[104].
- Джон Подеста — советник по климату администрации Байдена[105].
- Томас Перес — директор Офиса по межправительственным связям[105].
- Стюарт Э. Эйзенштат — главный советник по внутренней политике при Картере и бывший посол США в ЕС[106].
- Джон Тун — лидер большинства в Сенате и сенатор от Южной Дакоты[107].
- Майк Джонсон — спикер Палаты представителей США и представитель от Луизианы[108].
- Чак Шумер — лидер меньшинства в Сенате и сенатор от Нью-Йорка[107].
- Хаким Джеффрис — лидер меньшинства в Палате представителей и представитель от Нью-Йорка[107].
- Джон Робертс — председатель Верховного суда США[109].
- Сэмюэль Алито — судья Верховного суда США[110].
- Соня Сотомайор — судья Верховного суда США[111].
- Елена Каган — судья Верховного суда США[111].
- Эми Кони Барретт — судья Верховного суда США[110].
- Бретт Кавано — судья Верховного суда США[110].
- Кетанджи Браун Джексон — судья Верховного суда США[110].
- Рафаэль Уорнок — сенатор от Джорджии[112].
- Джон Оссофф — сенатор от Джорджии[112].
- Эндрю Янг — бывший посол США при ООН при Картере[113].

### Зарубежные представители
- Джастин Трюдо — премьер-министр[114].
- Хуан Мануэль Сантос — бывший президент[115].
- Ёсихидэ Суга — бывший премьер-министр[116][117].
- принцесса Мейбл Оранская-Нассау (представляла короля Виллема-Александра)[118].
- Мартин Торрихос — бывший президент[119].
- Марселу Ребелу ди Соуза — президент[120][121].
- принц Эдвард, герцог Эдинбургский (представлял короля Карла III и другие государства Содружества)[122][123].
  -  Гордон Браун — бывший премьер-министр[124].
- Антониу Гутерриш — генеральный секретарь ООН[125][126].